# Palais Sans Souci
Cet article concerne le palais Sans-souci d'Haïti. Pour le palais de Sanssouci en Allemagne, voir Palais de Sanssouci.
Ne doit pas être confondu avec Château de Sans-Souci.
Le palais Sans Souci est un château situé à Milot, en Haïti, dans le département du Nord, au sein du parc national historique - Citadelle, Sans Souci, Ramiers, à une vingtaine de kilomètres au sud de Cap-Haïtien. C'est l'ancienne résidence principale d'Henri Christophe.

## Histoire du lieu

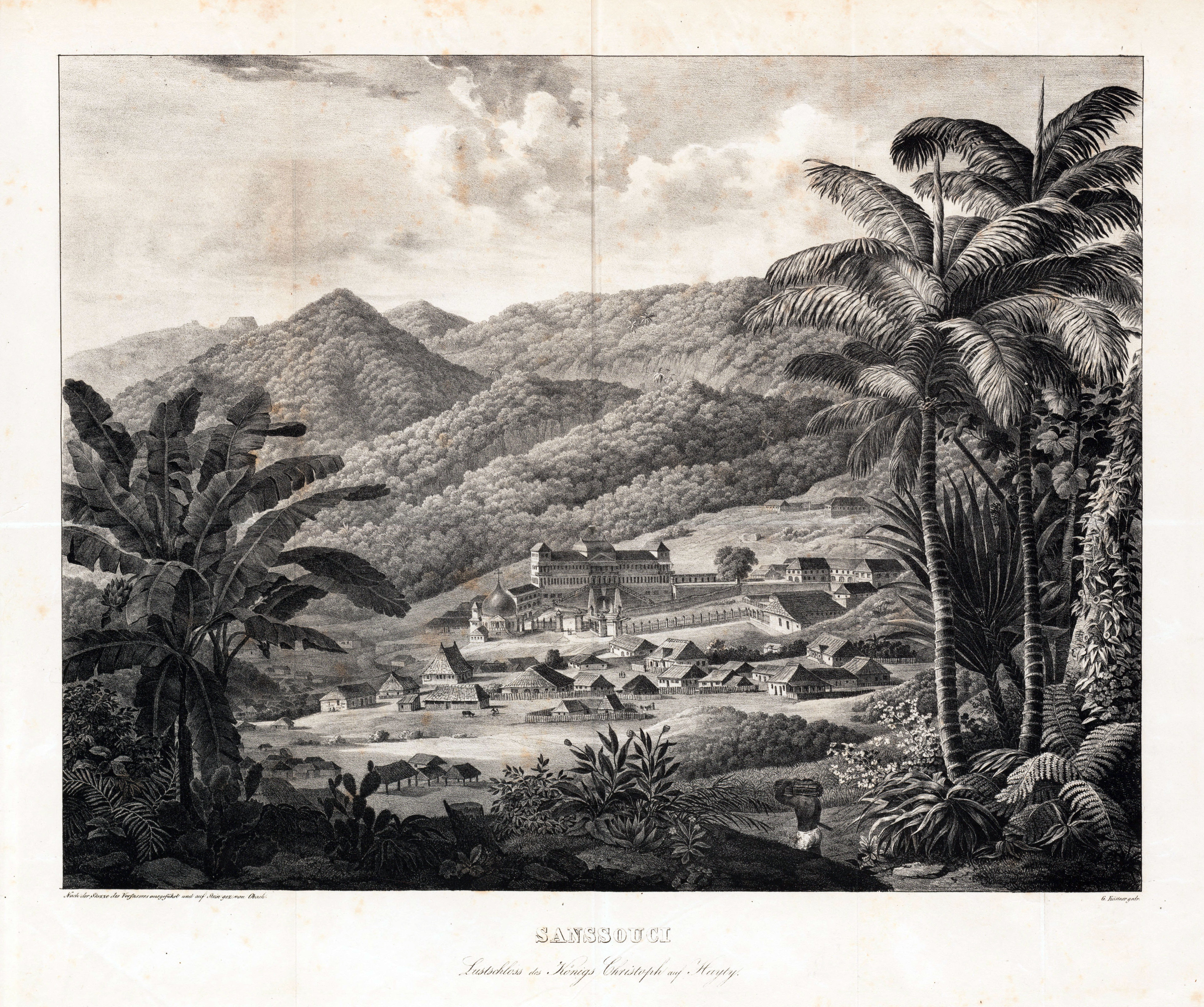
Sans Souci. Château du roi Christophe d'Haïti, lithographie de Gottfried Küstner (1800-1864) issu d'un ouvrage de Carl Ritter publié en 1836.

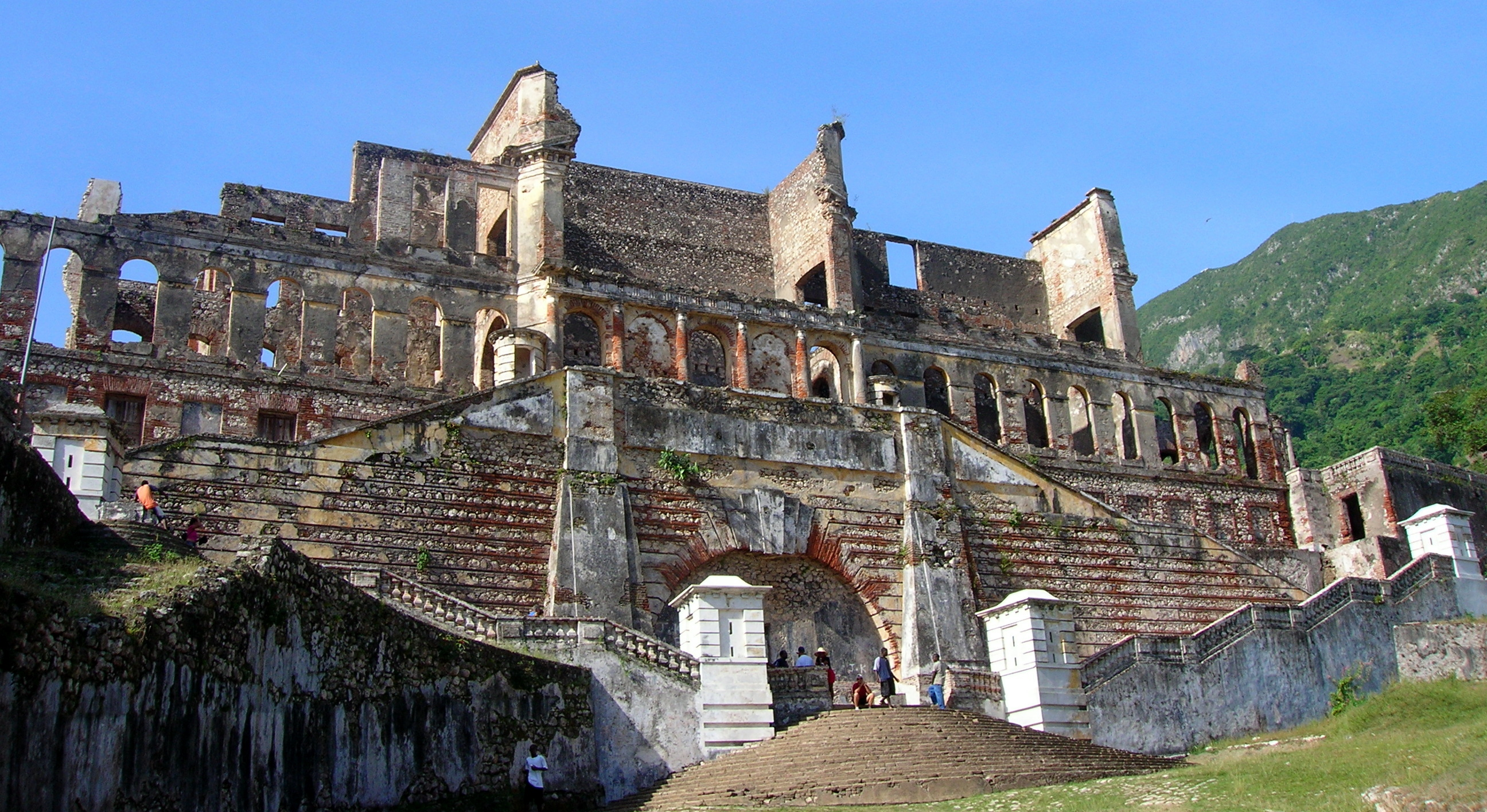
Vue rapprochée de la façade actuelle (devant).

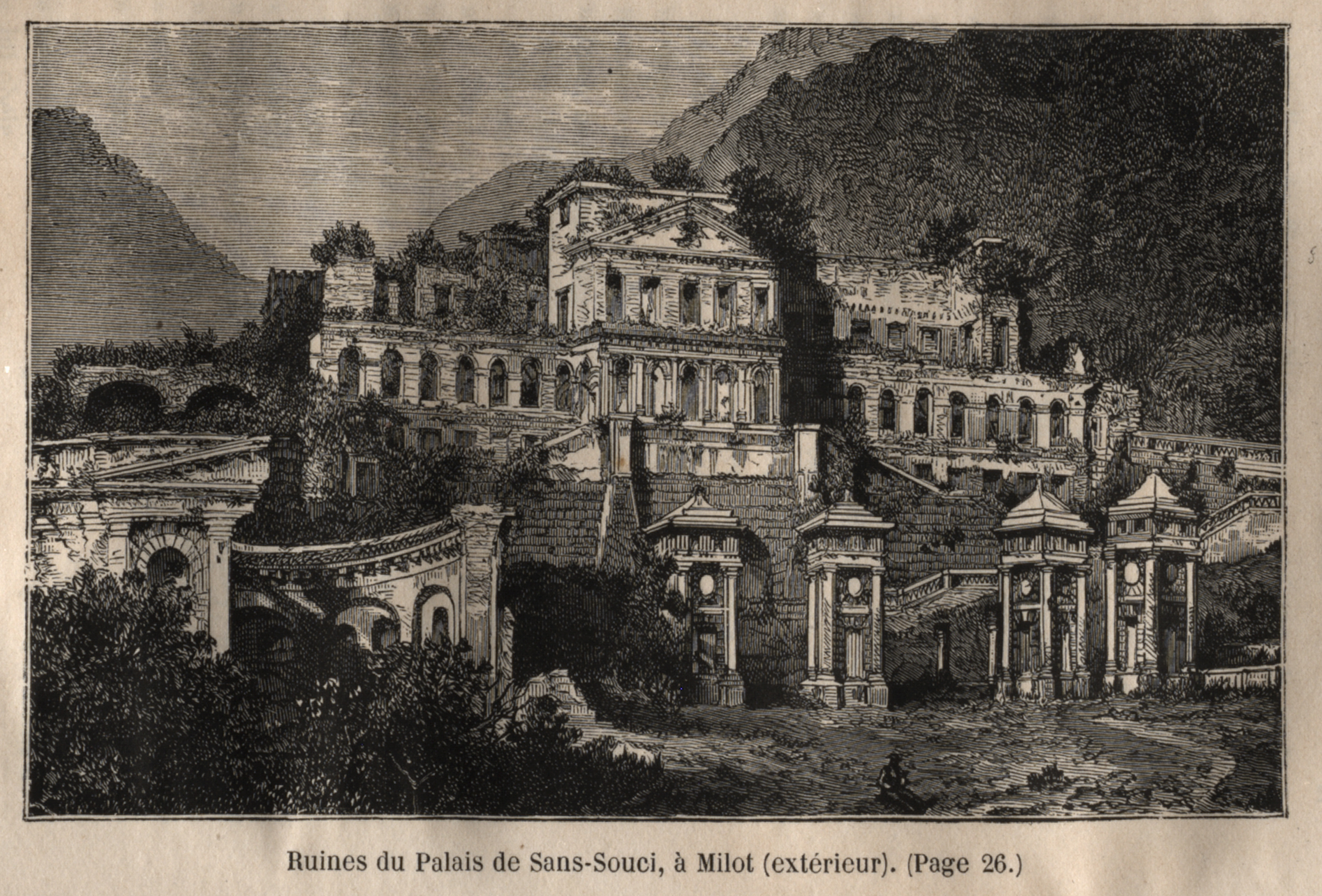
Ruines du palais Sans-Souci, à Milot (extérieur), gravure avant 1881.

Ce palais ainsi que ses dépendances ont été construits à partir de 1810, sous l'impulsion du général Henri Christophe, l'un des héros de la guerre de l'indépendance haïtienne, autoproclamé roi sous le nom de Henri Ier en mars 1811 de la moitié nord de l'actuelle Haïti dont la capitale était Cap-Haïtien renommée Cap-Henri. Les travaux sont achevés en 1813. Outre le corps principal, sont également construites une chapelle avec une large coupole, et de nombreuses annexes : caserne, hôpital, ministères, imprimerie, hôtel des monnaies, école, académie d'art, ferme, etc.. Henri, son épouse la reine Marie-Louise et leurs enfants — dont Victor-Henry Christophe — ont habité ce lieu, ainsi que leurs personnels et les différents conseillers et ministres, jusqu'au 18 octobre 1820, date du début de la fin du royaume d'Haïti puis de son rattachement à la partie sud du pays.
Le roi a été secondé pour l'élévation de son palais par le baron Pompée Valentin Vastey, membre de son conseil privé, et le nom de l'architecte serait Chery Marie-Wallock [?] ou Henri Besse, chef du génie militaire. Le terrain choisi avait été une plantation française, confisquée par les indépendantistes et que Christophe avait ensuite gérée lui-même, en entrepreneur, y imposant un régime de fer, couvrant son pays de raffineries de sucre, sa principale source de revenus. Le roi possédait dix-neuf autres plantations et avait fait construire d'autres résidences, ainsi que des fortins, à travers son royaume, dont la citadelle La Ferrière, située à quelques kilomètres du palais, et armée de 200 canons. La situation géographique de cette résidence royale et de la citadelle s'explique sur le plan stratégique : ce dispositif est à la fois central et surélevé, dissimulé et parfaitement autonome, il permet au souverain de contrôler son territoire et de se prémunir contre ses ennemis intérieurs et extérieurs, dont les Français, qui ne cesseront de vouloir reprendre leur ancienne colonie comme en témoigne la tentative de débarquement de 1814-1815, commanditée par Louis XVIII.
On peut se rendre compte du style architectural, très éclectique, et avoir une vue d'ensemble recomposée, grâce à différents dessins qui ont été faits du palais et du domaine durant les années 1820 : il y avait deux entrées de chaque côté du bâtiment principal lequel possédait trois étages ; la première entrée, de prestige, présente un double escalier monumental menant au pavillon central. Il ne reste à peu près rien de la décoration intérieure et des jardins aménagés en esplanades et terrasses, mis à part un buste en marbre supposé représenter la reine, ainsi que quelques péristyles. Le style de cet édifice surnommé rapidement par les témoins de l'époque le « Versailles des Caraïbes », est le fruit d'un mélange inspiré de tout ce qui s'était construit au XVIIIe siècle dans l'Europe baroque, dont le palais au nom quasi éponyme du roi de Prusse, mais aussi les palais londoniens néopalladiens : c'est le cas par exemple pour la façade de la chapelle qui existe toujours. Le roi s'était allié aux Britanniques, lesquels envoyèrent des conseillers, dont on mesure mal le degré d'investissement. Des canaux, toujours en place, amenaient l'eau des montagnes jusqu'au palais et passaient sous l'entresol pour apporter de la fraîcheur. Christophe avait pour ambition de démontrer aux yeux des Occidentaux par ce geste que les descendants d'Africains n'avaient pas perdu le « goût architectural et le génie de leurs ancêtres qui ont couvert l'Éthiopie, l'Égypte, Carthage et l'ancienne Espagne avec leurs superbes monuments » (sic) : vitrine politique, ce projet coûta une fortune et demanda une main d'œuvre très importante, étant donné la durée relativement courte des travaux. D'après un témoin d'époque, Jonathan Brown, médecin américain, il s'agissait là du plus beau bâtiment de toute cette partie du monde.
Le 8 octobre 1820, affaibli par une attaque cérébrale, et alors qu'une révolte gronde parmi le peuple contre les lois agraires, le roi choisit de se suicider dans la chapelle du palais d'une balle dans le cœur, qui, selon la légende, aurait été en or. Son corps est enterré dans la citadelle voisine.
Le palais et ses dépendances furent ruinés par deux séries de violents séismes, celui du 7 mai 1842 qui détruisit Cap-Haïtien, puis le tremblement de terre de février 1843, et jamais reconstruits. Depuis 1982, les vestiges du palais sont inscrits sur la liste du patrimoine mondial de l'UNESCO. En février 2015, un rapport de l'Icomos recommande le renforcement et la restauration de plusieurs structures du site.